# دييغو لوبيز (لاعب كرة قدم مواليد 1996)
دييغو لوبيز (بالإسبانية: Diego López)‏ هو لاعب كرة قدم أرجنتيني في مركز الوسط، ولد في 14 فبراير 1996 في سونتشاليز في الأرجنتين. لعب مع Unión de Sunchales ‏.

## وصلات خارجية
- دييغو لوبيز (لاعب كرة قدم مواليد 1996) على موقع قاعدة بيانات كرة القدم.إي يو (الإنجليزية)
- دييغو لوبيز (لاعب كرة قدم مواليد 1996) على موقع Soccerway.com (الإنجليزية)